# Coppa Internazionale 1936-1938
La Coppa internazionale 1936-1938 fu la quarta edizione di tale competizione, ma venne interrotta a causa dell'annessione dell'Austria alla Germania nazista il 12 marzo 1938. Al momento dell'interruzione, l'Ungheria si trovava in testa alla classifica con 10 punti, seguita da Italia e Cecoslovacchia appaiate a 7 punti. Tuttavia le due nazionali mitteleuropee avevano una sola gara da giocare (pertanto la Cecoslovacchia non avrebbe avuto possibilità di vittoria), mentre gli ''Azzurri'' dovevano disputare ancora quattro partite, due in casa e altrettante in trasferta. Per tali motivi, quest'edizione non ha un vincitore.

## Risultati e classifica
Classifica parziale:
| Pos. | Squadra        | Pt | G | V | N | P | GF | GS | DR |
| ---- | -------------- | -- | - | - | - | - | -- | -- | -- |
| 1.   | Ungheria       | 10 | 7 | 5 | 0 | 2 | 24 | 15 | +9 |
| 2.   | Italia         | 7  | 4 | 3 | 1 | 0 | 9  | 4  | +5 |
| 3.   | Cecoslovacchia | 7  | 7 | 3 | 1 | 3 | 16 | 20 | -4 |
| 4.   | Austria        | 5  | 6 | 2 | 1 | 3 | 13 | 14 | -1 |
| 5.   | Svizzera       | 3  | 8 | 1 | 1 | 6 | 16 | 25 | -9 |

Legenda:
       In testa al momento dell'interruzione definitiva della competizione.
Note:
Due punti a vittoria, uno a pareggio, zero a sconfitta.
Risultati della competizione:
| Arbitro: | Francesco Mattea |

|                        |           |                     |
| Josef Bican 73’ (rig.) | Marcatori | 59’ Oldřich Zajíček |

| Arbitro: | Lucien Leclerq |

|                                                         |           |                                            |
| Géza Toldi 15’, 29’, 63’ László Cseh 40’ Pál Titkos 72’ | Marcatori | 2’ Franz Binder 27’, 64’ Matthias Sindelar |

| Arbitro: | Walter Lewington |

|                                                         |           |                              |
| František Kloz 27’, 30’, 79’, 82’ Vlastimil Kopecký 87’ | Marcatori | 7’ Pál Titkos 33’ Géza Toldi |

| Arbitro: | Peco Bauwens |

|                                                              |           |                                     |
| Giuseppe Meazza 25’ Silvio Piola 37’, 53’ Piero Pasinati 60’ | Marcatori | 31’ Alfred Bickel 76’ Eugen Diebold |

| Arbitro: | Karl Weingärtner |

|                       |           |                                             |
| 90’ (aut.) Karl Sesta | Marcatori | Franz Binder 26’, 80’ Wilhelm Hahnemann 71’ |

| Arbitro: | Lucien Leclerq |

|                                                                                   |           |                                                |
| Vlastimil Kopecký 15’, 43’ František Svoboda 44’ Václav Horák 50’ Antonín Puč 76’ | Marcatori | 18’ (rig.) Fritz Wagner 55’, 84’ Alfred Bickel |

| Arbitro: | John Langenus |

|                  |           |                                                                  |
| Georges Aeby 58’ | Marcatori | 26’ György Sárosi 41’, 61’, 71’ Gyula Zsengellér 77’ János Dudás |

| Arbitro: | William Bangerter |

|                                       |           |  |
| Gino Colaussi 33’ Annibale Frossi 81’ | Marcatori |  |

| Arbitro: | Peco Bauwens |

|  |           |                  |
|  | Marcatori | 24’ Silvio Piola |

| Arbitro: | Peco Bauwens |

|                                                                      |           |                                                   |
| Gyula Zsengellér 15’ György Sárosi 34’, 51’, 60’, 62’, 77’, 80’, 85’ | Marcatori | 21’ Jan Říha 26’ Oldřich Rulc 65’ Oldřich Nejedlý |

| Arbitro: | Mića Popović |

|                                                                  |           |                                                     |
| Matthias Sindelar 2’ Camillo Jerusalem 8’, 28’ Rudolf Geiter 39’ | Marcatori | 36’ Eugène Walaschek 41’ Paul Aebi 77’ Georges Aeby |

| Arbitro: | Charlie Argent |

|                 |           |                                   |
| Josef Stroh 76’ | Marcatori | 21’ György Sárosi 78’ László Cseh |

| Arbitro: | Pál von Hertzka |

|                                 |           |                    |
| Jan Říha 75’ František Kloz 76’ | Marcatori | 18’ Leopold Neumer |

| Arbitro: | Walter Lewington |

|                                              |           |                      |
| Eugène Walaschek 17’ (rig.) Fritz Wagner 23’ | Marcatori | 5’, 85’ Silvio Piola |

| Arbitro: | Mića Popović |

|                                 |           |  |
| György Sárosi 3’ Géza Toldi 74’ | Marcatori |  |

| Arbitro: | Reg Rudd |

|                                                                     |           |  |
| Numa Monnard 28’ Tullio Grassi 30’ Georges Aeby 39’ Lauro Amadò 80’ | Marcatori |  |

## Classifica marcatori
| Calciatore       | Squadra        | Gol |
| ---------------- | -------------- | --- |
| György Sárosi    | Ungheria       | 10  |
| František Kloz   | Cecoslovacchia | 5   |
| Silvio Piola     | Italia         | 5   |
| Géza Toldi       | Ungheria       | 5   |
| Gyula Zsengellér | Ungheria       | 4   |